# Робер ван Ланкер
Робер ван Ланкер (11 грудня 1946) — бельгійський велогонщик.
Бронзовий призер Олімпійських Ігор 1968 року на тандемах.
Чемпіон світу з трекових велоперегонів 1972 (спринт), 1973 (спринт) років, срібний призер 1968 (тандем), 1969 (спринт), 1971 (спринт) років, бронзовий призер 1967 (тандем), 1968 (спринт), 1974 (спринт) років.